# 2555 Томас
2555 Томас (2555 Thomas) — астероїд головного поясу, відкритий 17 липня 1980 року.
Тіссеранів параметр щодо Юпітера — 3,293.